# Гексокіназа
Гексокіназа (АТФ-залежна D-гексоза-6-фосфотрансфераза) (КФ 2.7.1.1) — цитоплазматичний фермент класу трансфераз, підкласу фосфотрансфераз, що проводить фосфорилювання шестивуглецевих цукрів (гексоз) з використанням енергії АТФ. У більшості організмів основним субстратом цього білка є глюкоза, таким чином гексокіназа виступає як перший фермент шляху гліколізу. Загальне рівняння каталізованого ферментом процесу має вигляд:
D-гексоза + АТФ → D-гексозо-6-фосфат + АДФ.
Субстратом фосфорилування можуть бути такі гексози як D-глюкоза, D-маноза, D-фруктоза, сорбітол і D-глюкозамін. Найбільше значення має реакція фосфорилування D-глюкози, реакція відповідно має вигляд:
D-глюкоза + АТФ → D-глюкозо-6-фосфат+ АДФ.
Гексокіназа знайдена у багатьох бактерій, рослин і у всіх тварин, включаючи людину. У ссавців відомо чотири ізоферменти, або ізотипи, гексокінази (I—IV). IV тип також називається глюкокіназою. Цей ізотип гексокінази зустрічається переважно в гепатоцитах.
На активність гексокінази в клітинах тварин діють ряд факторів. Гексокінази I—III інгібуються продуктом реакції глюкозо-6-фосфатом. Інсулін, адреналін, тиреоїдні гормони підвищують гексокиназную активність у клітинах, тоді як глюкокортикоїди, соматотропін її знижують.